# Heggen
Heggen est un village de la commune francophone belge de Baelen, situé en Région wallonne dans la province de Liège.
Avant la fusion des communes en 1977, Heggen faisait déjà partie de la commune de Baelen.

## Situation
Heggen est un petit hameau  assez concentré où se succèdent habitations anciennes et récentes. Il forme un ensemble bâti avec le village de Baelen situé plus au sud (relié par la rue Plein-Vent) et est longé au nord par la ligne TGV et l'autoroute E40 qui le séparent de la localité de Welkenraedt.

## Patrimoine
La chapelle Saint Maur construite en brique se trouve au carrefour des rues de la Chapelle, Pingeren, Heggensbrück et Saint-Maur.